# Anthony Atkinson
Sir Anthony Barnes "Tony" Atkinson (født 4. september 1944, død 1. januar 2017) var en britisk økonom, hvis hovedforskningsområde var indkomstfordeling. Han var Centennial Professor ved London School of Economics og havde tidligere beklædt en række andre forskerstillinger, bl.a. som professor ved University of Cambridge og University of Oxford. Atkinson, som i sin tid havde den senere Nobelpristager James Meade som underviser, arbejdede med spørgsmål om økonomisk ulighed og fattigdom i mere end fire årtier og var helt dominerende i opbygningen af dette forskningsfelt i Storbritannien. Han blev jævnligt nævnt - i hvert fald i den britiske presse - som en kandidat til at modtage Nobelprisen i økonomi.

## Indsats
Atkinsons videnskabelige bidrag lå hovedsagelig indenfor arbejde om indkomstfordeling. Han havde således givet navn til et særligt mål for ulighed, Atkinson-indekset. I modsætning til den almindeligt anvendte Gini-koefficient kan Atkinson-indekset lægge særlig vægt på indkomstforholdene i bunden af indkomstskalaen. Blandt andet af denne grund anvendes det i FN's Human Development Reports. Sammen med Joseph Stiglitz lagde han i 1976 en af hjørnestenene i optimal skatteteori. Hovedresultatet i den pågældende artikel er siden blevet kendt som Atkinson-Stiglitz-teoremet. Dets indhold er at det er unødvendigt at anvendte indirekte skatter i et hensigtsmæssigt skattesystem, hvis man kan gøre brug af ikke-lineære indkomstskatter (dvs. progressiv beskatning), og hvis befolkningens nyttefunktioner opfylder visse betingelser (nemlig at de skal være separable mellem fritid og materielle forbrugsvarer).
I 2015 udgav Atkinson bogen Inequality: What Can Be Done?, hvor han bl.a. plæderede for større beskatning af højindkomstgrupper. I alt opstillede han i bogen 15 konkrete forslag, der skulle medføre større indkomstlighed i samfundet. Han anbefalede således også offentlig intervention i form af beskæftigelsesgarantier og lønkontrol for at påvirke fordelingen af de økonomiske gevinster. Allerede september samme år blev bogen oversat og udgivet på dansk på forlaget Gyldendal Business med titlen "Ulighed - hvad stiller vi op?"
Atkinson var bl.a. mentor for den franske økonom Thomas Piketty, forfatteren til bogen Capital in the Twenty-First Century, der også omhandlede indkomstulighed og blev en meget omtalt bestseller i 2014. Atkinson og Piketty arbejdede sammen om at opbygge en historisk database over topindkomster.

## Æresbevisninger
Han blev valgt til medlem af British Academy i 1984, æresmedlem af American Economic Association i 1985 og udenlandsk æresmedlem af American Academy of Arts and Sciences i 1994.
Han var formand for Econometric Society i 1988. Han blev adlet i Storbritannien i 2000 og slået til ridder af den franske Æreslegionen i 2001.

## Udvalgt bibliografi

### Bøger
- Atkinson, Anthony B.; Harrison, Allan J. (1978). Distribution of personal wealth in Britain. Cambridge New York: Cambridge University Press. ISBN 9780521217354.
- Atkinson, Anthony B.; Stiglitz, Joseph E. (1980). Lectures on public economics. London New York: McGraw-Hill Book Co. ISBN 9780070841055.
- Atkinson, Anthony B. (1983). The economics of inequality. Oxford Oxfordshire New York: Clarendon Press Oxford University Press. ISBN 9780198772088.
- Atkinson, Anthony B. (1995). Incomes and the welfare state: essays on Britain and Europe. Cambridge New York: Cambridge University Press. ISBN 9780521557962.
- Atkinson, Anthony B. (1996). Public economics in action: the basic income/flat tax proposal. Oxford New York: Oxford University Press. ISBN 9780198292166.
- Atkinson, Anthony B. (1999). The economic consequences of rolling back the welfare state. Cambridge, Massachusetts: MIT Press. ISBN 9780262011716.
- Atkinson, Anthony B.; Bourguignon, François (2000). Handbook of income distribution. Amsterdam New York: Elvesier. ISBN 9780444816313.
- Atkinson, Anthony B; Stern, Nicholas H.; Glennerster, Howard (2000). Putting economics to work: volume in honour of Michio Morishima. Vol. 22. London: London School of Economics and Political Science, and the STICERD – Suntory-Toyota International Centre for Economics and Related Disciplines. ISBN 9780753013991.
- Atkinson, Anthony B. (2004). New sources of development finance. Oxford New York: Oxford University Press. ISBN 9780199278558.
- Atkinson, Anthony B.; Piketty, Thomas (2007). Top incomes over the Twentieth Century: a contrast between Continental European and English-speaking countries. Oxford New York: Oxford University Press. ISBN 9780199286881.
- Atkinson, Anthony B. (2008). The changing distribution of earnings in OECD countries. Oxford New York: Oxford University Press. ISBN 9780199532438.
- Atkinson, Anthony B.; Piketty, Thomas (2010). Top incomes: a global perspective. Oxford New York: Oxford University Press. ISBN 9780199286898.
- Atkinson, Anthony B. (2014). Public economics in an age of austerity. New York: Routledge. ISBN 9781138018150.
- Atkinson, Anthony B. (2014). Inequality: What Can Be Done?. Harvard University Press. s. 384. ISBN 9780674504769.

### Kapitler i bøger
- Atkinson, Anthony B. (2002), "Globalization and the European welfare state at the opening and the closing of the twentieth century",  i Kierzkowski, Henryk (red.), Europe and globalization, Houndmills, Basingstoke, Hampshire New York: Palgrave Macmillan, s. 249-273, ISBN 9780333998397
- Atkinson, Anthony B. (2008), "Concentration among the rich",  i Davies, James B (red.), Personal wealth from a global perspective, Oxford New York: Oxford University Press, s. 64-89, ISBN 9780199548897
- Atkinson, Anthony B. (2009), "Welfare economics and giving for development",  i Kanbur, Ravi; Basu, Kaushik (red.), Arguments for a better world: essays in honor of Amartya Sen | Volume I: Ethics, welfare, and measurement, Oxford New York: Oxford University Press, s. 489-500, ISBN 9780199239115

### Tidsskriftartikler
- Atkinson, Anthony B. (2003). "Income inequality in OECD countries: data and explanations". CESifo Economic Studies (Munich). Oxford University Press. 49 (4): 479-513. doi:10.1093/cesifo/49.4.479.{{cite journal}}:  CS1-vedligeholdelse: postscript (link)
- Atkinson, Anthony B. (oktober 2003). "Social Europe and social science". Social Policy and Society. Cambridge University Press. 2 (4): 261-272. doi:10.1017/S1474746403001428.{{cite journal}}:  CS1-vedligeholdelse: postscript (link)
- Atkinson, Anthony B. (marts 2007). "The long run earnings distribution in five countries: "remarkable stability," U, V or W?". Review of Income and Wealth. Wiley. 53 (1): 1-24. doi:10.1111/j.1475-4991.2007.00215.x.{{cite journal}}:  CS1-vedligeholdelse: postscript (link) Pdf.
- Atkinson, Anthony B. (oktober 2009). "Economics as a moral science". Economica, special issue – edited by Amos Witztum and Frank Cowell. Wiley. 76 (s1): 791-804. doi:10.1111/j.1468-0335.2009.00788.x.{{cite journal}}:  CS1-vedligeholdelse: postscript (link)
- Atkinson, Anthony B. (maj 2011). "The restoration of welfare economics". American Economic Review. American Economic Association. 101 (3): 157-161. doi:10.1257/aer.101.3.157.{{cite journal}}:  CS1-vedligeholdelse: postscript (link)